# Martin Winbolt-Lewis
Martin Winbolt-Lewis (Martin John Winbolt-Lewis; * 14. November 1946 in Haslemere, Surrey) ist ein ehemaliger britischer Sprinter und Mittelstreckenläufer.
1966 wurde er bei den British Empire and Commonwealth Games in Kingston Sechster über 440 Yards und gewann Bronze mit der englischen 4-mal-440-Yards-Stafette. Bei den Europameisterschaften in Budapest schied er über 400 Meter im Halbfinale aus und wurde mit der britischen Mannschaft Fünfter in der 4-mal-400-Meter-Staffel.
Bei den Olympischen Spielen 1968 in Mexiko-Stadt erreichte er über 400 Meter das Viertelfinale und wurde Fünfter in der 4-mal-400-Meter-Staffel.
Im Jahr darauf schied er bei den Europameisterschaften 1969 in Athen über 400 Meter erneut im Halbfinale aus und wurde mit der britischen 4-mal-400-Meter-Stafette Sechster.
1970 wurde er über 800 Meter Siebter bei den British Commonwealth Games in Edinburgh und holte Silber bei der Universiade.
1968 wurde er Englischer Meister über 440 Yards.

## Persönliche Bestzeiten
- 200 m: 21,0 s, 5. Oktober 1968, Mexiko-Stadt
- 400 m: 45,91 s, 17. Oktober 1968, Mexiko-Stadt
- 800 m: 1:47,5 min, 13. Juni 1970, Edinburgh